# اعتلال عضلة القلب التوسعي
ينبغي عدم الخلط مع اعتلال عضلة القلب الضخامي أو أي اعتلال آخر لعضلة القلب.
(DCM)اعتلال عضلة القلب المتوسعة هي حالة يصبح فيها القلب متوسعاً ولايمكنه ضح الدم بكفاءة. تناقص وظيفة القلب يمكن أن يؤثر على وظيفة الرئتين والكبد وسائر أجهزة الجسم.
اعتلال عضلة القلب المتوسعة هو واحد من اعتلالات عضلة القلب وهي مجموعة من الأمراض التي تؤثر على القلب في المقام الأول (عضلة القلب).
اعتلالات عضلة القلب المختلفة لديها أسباب مختلفة، وتؤثر على القلب بطرق مختلفة. في اعتلال عضلة القلب المتوسعة جزء من عضلة القلب يصبح متوسعاً، وكثيراً ما يحدث دون أي سبب واضح. وظيفة البطين الأيسر أو الأيمن مضخة القلب الانقباضية تضعف، مما يؤدي إلى توسع عضلة القلب تدريجياً وتضخمها، عملية تسمى إعادة العرض.
اعتلال عضلة القلب المتوسعة هو الشكل الأكثر شيوعاً لاعتلال عضلة القلب اللاإقفاري. ويحدث ذلك بشكل متكرر أكثر في الرجال عنه من النساء، وهو الأكثر شيوعاً في الذين تتراوح أعمارهم ما بين 20 و60 عاماً.

(CHF) حوالي واحدة من بين كل ثلاث حالات فشل القلب الاحتقاني سببها اعتلال عضلة القلب المتوسعة.
اعتلال عضلة القلب المتوسعة يحدث أيضاً في الأطفال.

## العلامات والاعراض

شكل توضيحي للقلب الطبيعي مقابل قلب مع اعتلال عضلة القلب التوسعة

اعتلال عضلة القلب المتسعة قد لا يسبب أعراض كبيرة بما يكفي للتأثير على نوعية الحياة [بحاجة لمصدر]
.
هناك أقلية من الناس يمكن أن يعانوا من الأعراض الهامة. وهذه قد تشمل:
- ضيقُ النَّفس
- إغماء
- ذبحة صدرية، ولكن فقط في وجود مرض القلب الإقفاري

شخص يعاني من اعتلال عضلة القلب المتوسعة قد يكون لديه قلب متوسع، مع وذمة رئوية وارتفاع الضغط الوريدي الوداجي وانخفاض ضغط النبض. علامات قلَس الصمام المترالي وثلاثي الشرف قد تكون موجودة. سرعة معدل ضربات القلب مع عدم تغير خلال دورة التنفس يمكن أن تكون موجودة.

## الأسباب
الأسباب
على الرغم من أن كثيراً من الحالات لا يوجد لها سبب واضح، اعتلال عضلة القلب المتوسعة هو على الأرجح نتيجة الأضرار التي لحقت عضلة القلب التي تنتجها مجموعة متنوعة من العوامل السَّأمة، أو الأيضية، أو المُعْدِية.
قد يكون بسبب التغير الليفي لعضلة القلب من احتشاء سابق لها. أو، قد يكون عقابيل متأخرة لالتهاب العضلة القلبية الفيروسية الحاد، كما هو الحال مع فيروس كوكساكي ب وفيروسات معوية أخرى  ربما بوساطة منخل الآليات مناعية. في القطط، نقص التورين هو السبب الأكثر شيوعاً لاعتلال عضلة القلب المتوسعة.
أسباب أخرى تشمل:
- مرض شاغاس، سببه المثقبية الكروزية، وهذا هو السبب المعدي الأكثر شيوعاً لاعتلال عضلة القلب المتوسعة في أمريكا اللاتينية.[5]
- الحمل. اعتلال عضلة القلب المتوسعة يحدث في أواخر الحمل أو عدة أسابيع لأشهر بعد الولادة، وهو مايعرف اعتلال عضلة القلب التالي للولادة.[3] وهي رجعية في نصف الحالات.[3]
- تعاطي المشروبات الكحولية (اعتلال عضلة القلب الكحوليُّ المنشأ)، على الرغم من أن العلاقة بين السبب والنتيجة مع الكحول وحده ما زالت محل نقاش[3] ، وتشمل المواد الغير كحولية السامة أخذ عوامل العلاج الكيميائي خاصة دوكسوروبيسين(أدريمايسن)، والكوبالت.[3]
- امراض الغدة الدرقية، واستعمال المنشطات، وخفقان القلب الغير منضبط المزمن.
- السل 1-2% يسببه.[6]

آليات المناعة الذاتية هي أيضًا اقْتُرِحت كسبب لاعتلال عضلة القلب المتوسعة.
وقد أظهرت الدراسات الأخيرة أن هذه المواضيع مع نسبة حدوث عالية للغاية (عدة آلافيوميا) انكماش بطيني سابق لأوانه (انقباضة) يمكن أن يؤدي إلى اعتلال عضلة القلب المتوسعة. وفي هذه الحالات، إذا لانقباضة الزائدة تم تضعيفها أو إزالتها (على سبيل المثال، عن طريق العلاج بالاجتثاث) فإن اعتلال عضلة القلب عادة ما يرتد. على الرغم من أن هذا المرض أكثر شيوعاً في الأمريكيين من أصل أفريقي عنه في القوقازيين ، إلا أنه قد يحدث في أي مريض من أي أصل.

## علم الوراثة
| Genetic associations with dilated cardiomyopathy | Genetic associations with dilated cardiomyopathy | Genetic associations with dilated cardiomyopathy | Genetic associations with dilated cardiomyopathy |
| Type                                             | OMIM                                             | Gene                                             | Locus                                            |
| ------------------------------------------------ | ------------------------------------------------ | ------------------------------------------------ | ------------------------------------------------ |
| CMD1A                                            | 115200                                           | LMNA                                             | 1q21                                             |
| CMD1B                                            | 600884                                           | unknown TMOD1 candidate)                         | 9q13                                             |
| CMD1C                                            | 601493                                           | LDB3                                             | 10q22-q23                                        |
| CMD1D                                            | 601494                                           | TNNT2                                            | 1q32                                             |
| CMD1E                                            | 601154                                           | SCN5A                                            | 3p                                               |
| CMD1F                                            | 602067                                           |                                                  | 6q23                                             |
| CMD1G                                            | 604145                                           | TTN                                              | 2q31                                             |
| CMD1H                                            | 604288                                           |                                                  | 2q14-q22                                         |
| CMD1I                                            | 604765                                           | DDS                                              | 2q35                                             |
| CMD1J                                            | 605362                                           | EYA4                                             | 6q23-q24                                         |
| CMD1K                                            | 605582                                           |                                                  | 6q12-q16                                         |
| CMD1L                                            | 606685                                           | SGCD                                             | 5q33                                             |
| CMD1M                                            | 607482                                           | CSRP3                                            | 11p15.1                                          |
| CMD1N                                            | 607487                                           | TCAP                                             | 17q12                                            |
| CMD1O                                            | 608569                                           | ABCC9                                            | 12p12.1                                          |
| CMD1P                                            | 609909                                           | PLN                                              | 6q22.1                                           |
| CMD1Q                                            | 609915                                           |                                                  | 7q22.3-q31.1                                     |
| CMD1R                                            |                                                  | ACTC1                                            | 15q14                                            |
| CMD1S                                            |                                                  | MYH7                                             | 14q12                                            |
| CMD1T                                            |                                                  | TMPO                                             | 12q22                                            |
| CMD1U                                            |                                                  | PSEN1                                            | 14q24.3                                          |
| CMD1V                                            |                                                  | PSEN2                                            | 1q31-q42                                         |
| CMD1W                                            | 611407                                           | VCL                                              | 10q22-q23                                        |
| CMD1X                                            |                                                  | FCMD                                             | 9q31                                             |
| CMD1Y                                            | 611878                                           | TPM1                                             | 15q22.1                                          |
| CMD1Z                                            | 611879                                           | TNNC1                                            | 3p21.3-p14.3                                     |
| CMD1AA                                           | 612158                                           | ACTN2                                            | 1q42-q43                                         |
| CMD2A                                            | 611880                                           | TNNI3                                            | 19q13.4                                          |
| CMD3A                                            | 300069                                           | TAZ                                              | Xq28                                             |
| CMD3B                                            | 302045                                           | DMD                                              | Xp21.2                                           |

حوالي 25 – 35% من الأفراد المتضررين هم بأشكال عائلية للمرض، مع معظم الطفرات التي تؤثر على الجينات التي تُرمِّز البروتينات الهيكلية للخلية، بينما تؤثر بعض الطفرات على البروتينات الأخرى المشاركة في الانكماش. هذا المرض غير متجانس وراثياً، ولكن الشكل الأكثرشيوعاً لانتقال العدوى هو نمط الوراثة الجسمية السائدة.
الوراثة الجسمية المتنحية (كما وُجد، على سبيل المثال في بالكروموسوم إكس)
,متلازمةالوراثة المرتبطة بالجنس (كما هو الحال في ضمور العضلات دوشين)، والوراثة المنتقلة عن طريق الميتوكوندريا موجودة أيضاً، بعض أقارب المصابين باعتلال عضلة القلب المتوسعة مصابون بتغيرات عضلة القلب ما قبل الإكلينيكية والتي ليس لها أعراض.
بروتينات هيكلية أخرى متضمنة في اعتلال عضلة القلب المتوسعة تشمل ألفا- أكتين القلب، الدزمين،
و نواة اللامينارية A &B 
حذف بجينات الميتوكندريا والطفرات يفترض أن تسبب اعتلال عضلة القلب المتوسعة، مما يغير إنتاج الطاقة لعضلة القلب.

## الفيزيولوجيا المرضية
يرتبط تطور فشل القلب مع إعادة عرض للبطين الأيسر، الذي يظهر كزيادات تدريجية في وحدة تخزين البطين الأيسر نهاية الانقباضي ونهاية الانبساطي، ترقق الجدار، وتغيرات في هندسة الحجرة حتى تصبح أكثر كروية، شكلاً أقل استطالة. هذه العملية عادة ما ترتبط بانخفاض مستمر في الكسر القذفي للقلب، هذا مفهوم إعادة عرض القلب لوصف التغيرات التي تحدث في الأيام والأشهر التالية لاحتشاء عضلة القلب.
الموت يرجع إما إلى فشل القلب الاحتقاني أو سرعة خفقان البطين أو عدم انتظام دقات القلب نتيجة بطئها.

### النماذج الحسابية
تمدد القلب عملية عرضية الخواص، لا رجعة فيها لناجمة عن الضغوط الزائدة على عضلة القلب. نموذج حساب النمو الحجمي، والخواص، ونمو جدار القلب تتنبأ بالعلاقة بين ضغوط القلب (مثل الحجم الزائد بعد احتشاء عضلة القلب) والتمدد باستخدام معادلات الحكم التالي:
{\displaystyle F=F^{e}\cdot F^{g}\,}
حيث {\displaystyle F^{e}} حجم الامتداد المرن الذي هو عكسي في حين {\displaystyle F^{g}} غير عكسي، نمو حجم الخواص التي تم وصفها بـ:
{\displaystyle F^{g}=\mathbb {I} +[\lambda ^{g}-1]f_{0}\otimes f_{0}\,}
حيث {\displaystyle f_{0}} هو متجه، مما يشيرعلى طول محور الخلية القلبية، و {\displaystyle \lambda ^{g}} هو امتداد الخلية القلبية نتيجة النمو.
إجمالي نمو الخية القلبية يعطى بواسطة:
{\displaystyle \lambda =\lambda ^{e}\cdot F\lambda ^{g}\,}
يكشف هذا النموذج أعلاه التمدد التدريجي لعضلة القلب، وبخاصة عضلة بطين القلب، لدعم تحميل حجم الدم الزائد في الحجرات. ويتجلى التمدد في زيادة مجموع كتلة القلب وقطر القلب. الخلايا القلبية تصل إلى الحد الأقصى
للطول 150 مايكرومتر في الشغاف و130 مايكرومتر النخاب بإضافة القُسيْم العضلي. ونظرا للزيادة في القطر، يظهر القلب المتوسع كروي الشكل، كما يتعارض مع الشكل الإهليلجي للقلب البشري الصحي. وبالإضافة إلى ذلك، تحتفظ جدران البطين بنفس السمك، المميزات الفيزيولوجية المرضية لتمدد القلب.

## التشخيص
التوسع العام للقلب يُرى على الأشعة السينية للصدر. يمكن أيضا أن يلاحظ انصباب جنبي، بسبب ارتفاع ضغط الدم الوريدي الرئوي.

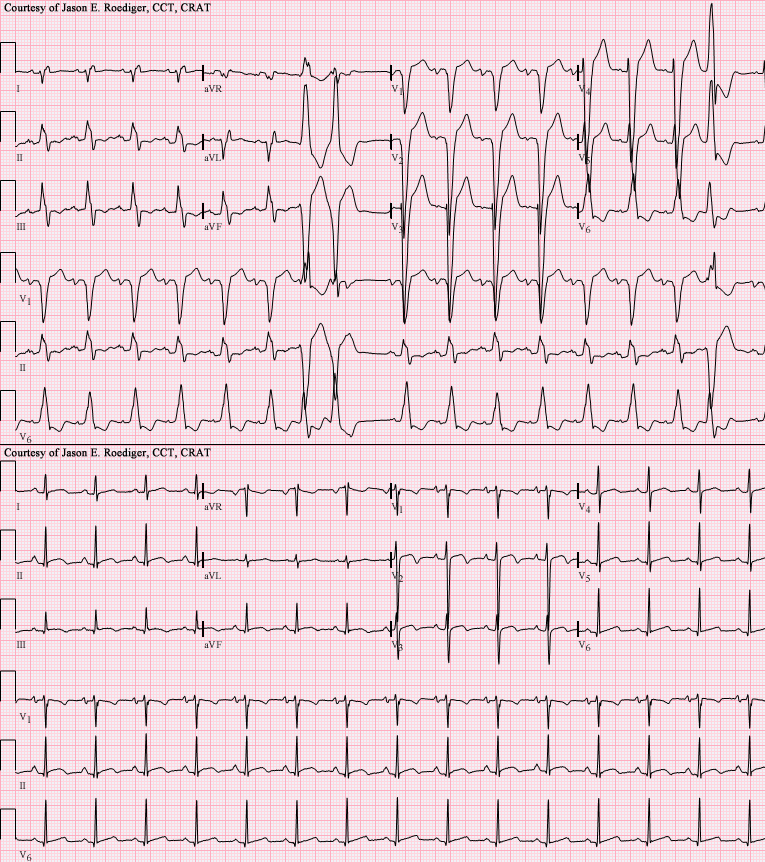
سلسلة رسم القلب لـ 12 متجه، من رجل أسود يبلغ من العمر 49 عاماً مع اعتلال عضلة القلب
تسرع القلب الجيبي (المعدل حوالي (TOP)
101 نبضة في الدقيقة) مع إحصار الحزيمة اليسرى مترافق مع انحراف المحور لليمين (هنا حوالي 180 درجة). انقباض بطيني مبكر متعدد البؤر متكرر (سواء منفرداً أو في أزواج) وتوسع الأذين الأيسر.
الأسفل: المريض نفسه بعدحوالي 5 أشهر ما بعد عملية زرع قلب مثلي.
.

المخطط الكهربائي للقلب غالباً يظهر تسرع القلب الجيبي أو رجفان أذيني، وعدم انتظام ضربات البطين، توسع الأذين الأيسر، وأحيانا خلل في التوصيل داخل البطين وجهد منخفض، عندما يصاحب إحصار الحزيمة اليسرى انحراف المحور لليمين، يعتبر هذا المزيج النادر موحي للغاية باعتلال عضلة القلب المتوسعة أو اعتلال عضلة القلب الاحتقاني.
المخطط الكهربائي للقلب يظهر توسع البطين الأيسر مع جدران طبيعية أو مترققة ونقصان الكسر القذفي.
غالباً ما يتم قسطرة القلب وتصوير الأوعية التاجية لاستبعاد مرض القلب الإفقاري.
(TTN) الاختبار الوراثي يمكن أن يكون هاماً حيث أظهرى إحدى الدراسات أن الطفرات الجينية في الجين
(الذي يرمِّز بروتين يسمى تيتين) هو المسؤول عن حوالي 25% من الحالات الأسرية لاعتلال عضلة القلب المتوسعة مجهولة السبب و18% من حالات متفرقة.
نتائج الاختبارات الجينية يمكن أن تساعد الأطباء والمرضى على فهم السبب الكامن وراء اعتلال عضلة القلب المتوسعة. نتائج الاختبارات الجينية يمكن أن تساعد أيضا في دليل القرارات ما إذا كان المرضى الأقارب ينبغي أن يخضعوا لاختبارات جينية (لمعرفة ما إذا كان لديهم نفس الطفرة الجينية) واختبارت قلبية لمسح النتائج المبكرة لاعتلال عضلة القلب المتوسعة.
التصوير بالرنين المغناطيسي للقلب (تصوير القلب بالرنين المغناطيسي) قد يوفر أيضا معلومات تشخيصية مفيدة في المرضى الذين يعانون من اعتلال عضلة القلب المتوسعة.

## العلاج
إدارة ومعالجة اعتلال عضلة القلب المتوسعة لقد تحسن بشكل كبير في العقد الماضي.
العلاج بالعقاقير يمكن أن يبطئ التقدم، وفي بعض الحالات حتى يحسن حالة القلب. العلاج القياسي قد تشمل تقييد الملح ومثبطات الإنزيم المحول للأنجيوتنسين ومدرات البول والديجيتال. منع تخثر الدم يمكن أيضاً أن يستخدم. يجب تجنب الكحول. هناك بعض الأدلة على فوائد تميم الإنزيم Q10 في علاج فشل القلب
مدعمات أخرى مقدمة تشمل: إل- كارنيتين، تورين ودي- رايبوز.

### الجراحة
يمكن استخدام منظِّم ضربات القلب الصناعي في المرضى الذين يعانون تأخر التوصيل داخل البطين، ومنظم نظْم القلب-مزيل الرجفان قابلة للغرس في أولئك المعرضين للخطر من عدم انتظام ضربات القلب. أظهرت هذه الأشكال من العلاج تحسين الأعراض وتقليل استشفاء دخول المشفى.
في المرضى الذين يعانون من مرض متقدم الذين هم مقاومين للعلاج الطبي، يمكن اعتبار زراعة القلب

### إعادة عرض عكسي
وهذا يشير إلى عكس اتجاه إعادة البناء الذي حدث. وقد تم التحقيق في العلاجات التي تدعم عكس إعادة العرض، وهذا قد يشير إلى نهج جديد لتشخيص القلب (انظر إعادة عرض البطين).

## حيوانات أخرى
اعتلال عضلة القلب المتوسعة مرض موروث في بعض سلالات الكلاب، بينها الملاكم، دوبرمان، الدانماركي العظييم، الكلب الذئبي الإيرلندي وست برنارد .
العلاج يرتكز على الأدوية، بما في ذلك مثبطات الإنزيم المحول للأنجيوتنسين، وحلقة مدرات البول ومثبطات فوسفوديستريس.
اعتلال عضلة القلب المتوسعة أيضا مرض يصيب بعض سلالات القطط، بما في ذلك قصيرة الشعر الشرقية، البورمية، الفارسية، والحبشية. بدلا من هذه الأشكال الوراثية، اعتلال عضلة القلب غير الوراثي يستخدم ليصبح شائعا في عدد السكان العام للقطط قبل إضافة التورين للغذاء التجاري للقطط.
وهناك أيضا نسبة عالية من اعتلال عضلة القلب المتوسعة الموروثة في «الهامستر الذهبي» الأسير
الذهبي) ويرجع ذلك إلى حد كبير إلى وجودهم الفطري للغاية.Mesocricetu(
الإصابة عالية بما يكفي أن عدة سلالات من «الهامستر الذهبي» قد وضعت لتكون بمثابة نماذج حيوانية في التجارب السريرية للنماذج البشرية من هذا المرض. .